# Bala (munición)

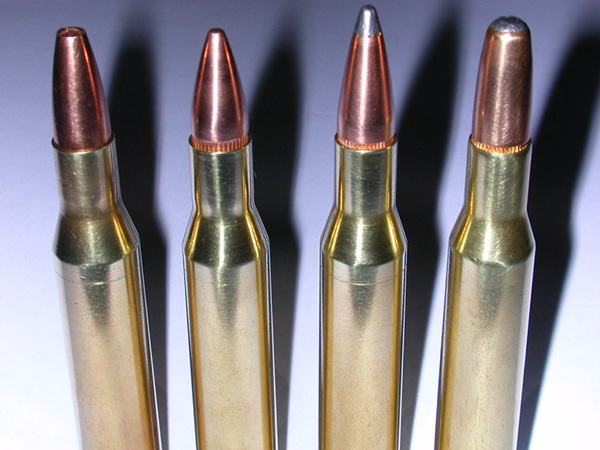
Cartuchos modernos (.270 Winchester) con diferentes balas

El término bala se refiere a todo elemento proyectado. Usualmente  de metal. 
Coloquialmente, y si no se requiere precisión terminológica, el término se utiliza erróneamente para referirse al conjunto completo de cartucho, como en la fotografía de arriba, e incluso los de fogueo.  
Covarrubias, lexicógrafo del rey Felipe II, da la etimología probable, del verbo griego ballo, arrojar, lanzar. En un primer momento, la definición de esta voz era precisa, diciendo proyectil, que tiene dos condiciones esenciales, ser sólido o macizo y de figura esférica, la cual identifica al elemento lanzado con armas como catapultas y cañones. A mediados del siglo XIX, la bala ya no conservaba ninguno de sus antiguos caracteres al adoptar formas diferentes a la esférica. Hoy presenta forma generalmente alargada terminada en una punta cónica o semiesférica.
En armamentística moderna, los tamaños de las balas se expresan por sus pesos y diámetros (denominados "calibres") tanto en formato imperial y sistemas de medidas métricas. Por ejemplo: balas de calibre 55 de grano .223 son del mismo peso y calibre que las balas de calibre 5,56 mm de 3,56 gramos. Las balas normalmente no contienen explosivos pero el golpe o daño al objetivo previsto transfiere energía cinética tras el impacto y penetración.
Las balas tienen varios usos, desde deportivos (prácticas de tiro en competiciones) a cinegéticos (caza mayor o menor) a bélicos. Habitualmente es entendido que son disparadas por armas de fuego de diversa índole, dado que el término bala no obedece a ningún tamaño en concreto, pudiendo referirse a la munición usada desde armas cortas a piezas de artillería.
Las balas suelen ser afiladas, lo que las hace más aerodinámicas. 

## Historia

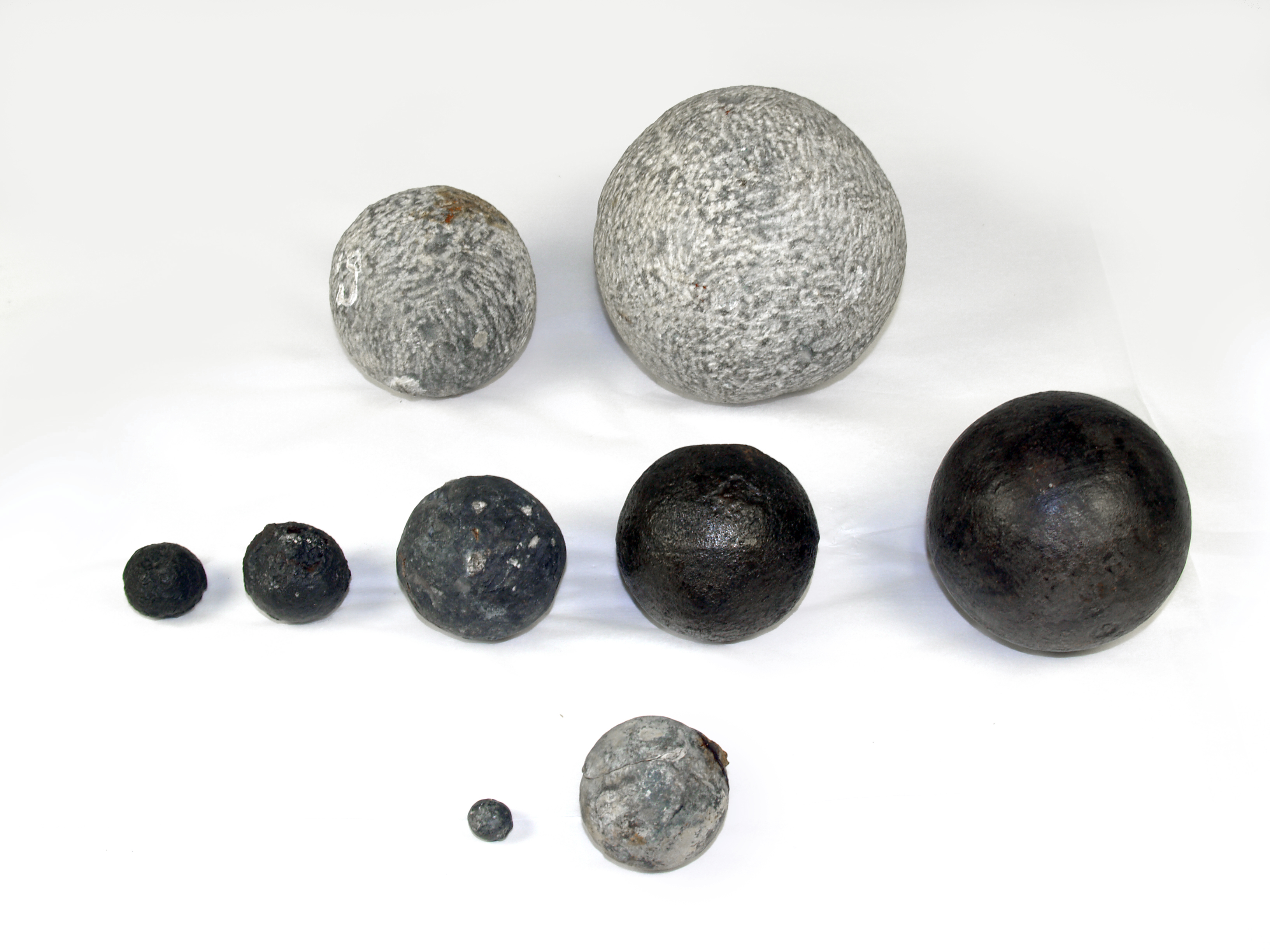
Disparo redondo del barco de guerra inglés del Mary Rose, que muestra tanto el disparo de piedra como el de bola de hierro

El primer arma verdadero evolucionó en China a partir de la lanza de fuego (un tubo de bambú que disparaba metralla de porcelana) con la invención del cañón de mano de metal alrededor de 1288, que la dinastía Yuan usó para ganar una victoria decisiva contra los rebeldes mongoles. El cañón de artillería apareció en 1326 y el cañón de mano europeo en 1364. Los primeros proyectiles estaban hechos de piedra. Eventualmente se descubrió que la piedra no penetraba en las fortificaciones de piedra, lo que condujo al uso de materiales más densos como proyectiles. Los proyectiles de cañón de mano se desarrollaron de manera similar. La primera instancia registrada de una bola de metal de un cañón de mano que penetra una armadura fue en 1425.  El tiro recuperado del naufragio del Mary Rose (hundido en 1545, levantado en 1982) son de diferentes tamaños, siendo unos de piedra y otros de fundición.
El desarrollo del arcabuz de mecha y culebrina de mano trajo consigo el uso de fundición bolas de plomo como proyectiles. La bola de mosquete redonda original era más pequeña que el diámetro interior del cañón. Al principio se cargó en el cañón descansando sobre la pólvora. Más tarde, se utilizó algún tipo de material como guata entre la bola y la pólvora, así como sobre la bola para mantenerla en su lugar, mantuvo la bala firmemente en el cañón y contra la pólvora. (Las balas que no se colocan firmemente sobre la pólvora corren el riesgo de explotar el cañón, con la condición conocida como "arranque corto").
Por lo tanto, la carga de los mosquetes era fácil con los viejos mosquetes militares de ánima lisa Brown Bess y similares. El rifle original de avancarga, sin embargo, se cargaba con un trozo de cuero o tela envuelto alrededor de la bala, para permitir que la bala encajara en las ranuras del cañón. Cargar fue un poco más difícil, particularmente cuando el orificio del cañón estaba sucio por disparos anteriores. Por esta razón, y debido a que los rifles no solían equiparse con bayonetas, los primeros rifles rara vez se usaban con fines militares, en comparación con los mosquetes.

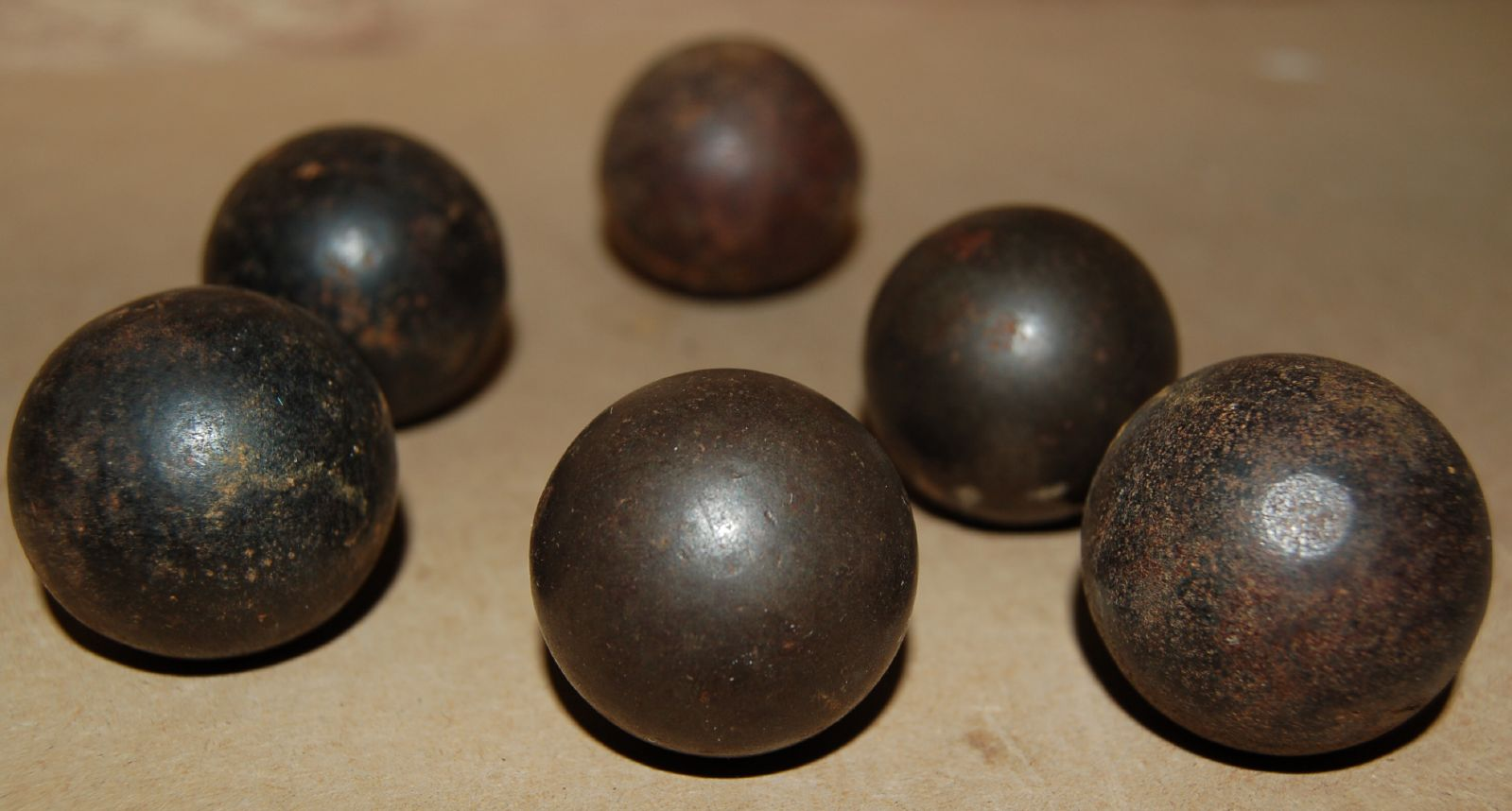
Balas de mosquete de llave de mecha, supuestamente descubiertas en el campo de batalla de Naseby (1645)

Hubo un cambio claro en la forma y función de la bala durante la primera mitad del siglo XIX. En 1826, Henri-Gustave Delvigne, un oficial de infantería francés, inventó una recámara con hombros abruptos en la que se estrelló una bala esférica hasta que atrapó las ranuras estriadas. El método de Delvigne, sin embargo, deformó la bala y fue inexacto. En 1855, un destacamento del 1.° Regimiento de Caballería (Estados Unidos) (1.° Dragones de EE. UU.) , mientras patrullaba, intercambió balas de plomo por oro con los indios Pima a lo largo de la frontera entre California y Arizona. Aubry confirma el uso de balas de oro por parte de los indios en un viaje por el centro de Arizona. "Los indios usan balas de oro para sus armas. Los hay de diferentes tamaños y cada indio tiene una bolsa de ellos. Vimos a un indio cargar su arma con una bala de oro grande y tres pequeñas para dispararle a un conejo".
Las balas cuadradas tienen orígenes que son casi anteriores a la civilización y se usaban en hondas. Por lo general, estaban hechos de cobre o plomo. El uso más notable de los diseños de balas cuadradas fue por parte de James Puckle y Kyle Tunis, quienes los patentaron, donde se usaron brevemente en una versión de la pistola Puckle. El uso temprano de estos en la era de la pólvora pronto se suspendió debido a los patrones de vuelo irregulares e impredecibles.

## Tipos de balas
Históricamente, las balas se pueden clasificar de la siguiente forma.

### Por material

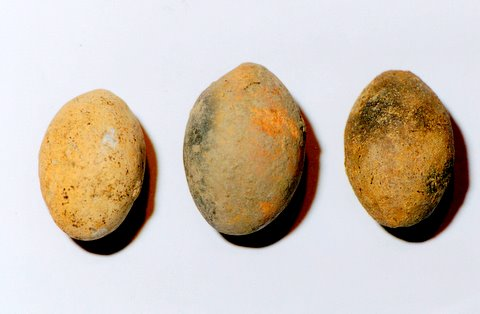
Balas de piedra

- De acero — Balas fabricadas de este metal para obtener grandes penetraciones.
- De hierro — Generalmente las de artillería, por oposición a las de fusil, que son de plomo.
- De piedra — Es conocido que los primeros proyectiles arrojados por las lombardas, es decir, por las primeras piezas de artillería, fueron de piedra, que los canteros picaban normalmente en la misma batería, para evitar gastos de transporte. Naturalmente, lo primero que se les ocurrió lanzar con la artillería, recién inventada, fue lo mismo que tiraban las máquinas, grandes dardos o cuadrillos y enormes piedras. Moritz-meyer asegura que ya en 1400 se hicieron balas de metal pero es evidente que anticipa el hecho. Guicciardini (lib. 1º pág. 73.) atribuye muy posteriormente este adelanto a los franceses y Daru cree que hacia 1494 era muy reciente. Según el Journal des Sciences militaires (núm. 34, pág. 55), puede fijarse la fecha en Francia, hacia 1470. En la Conquista de Granada (1482—1492) positivamente no hubo más que bolaños o balas de piedra y en 1478 los borgoñones y los franceses mismos, si hemos de creer a Barante, las usaban todavía.
- De plomo — Generalmente, eran de este metal las de armas portátiles o manuales.

### Por arma

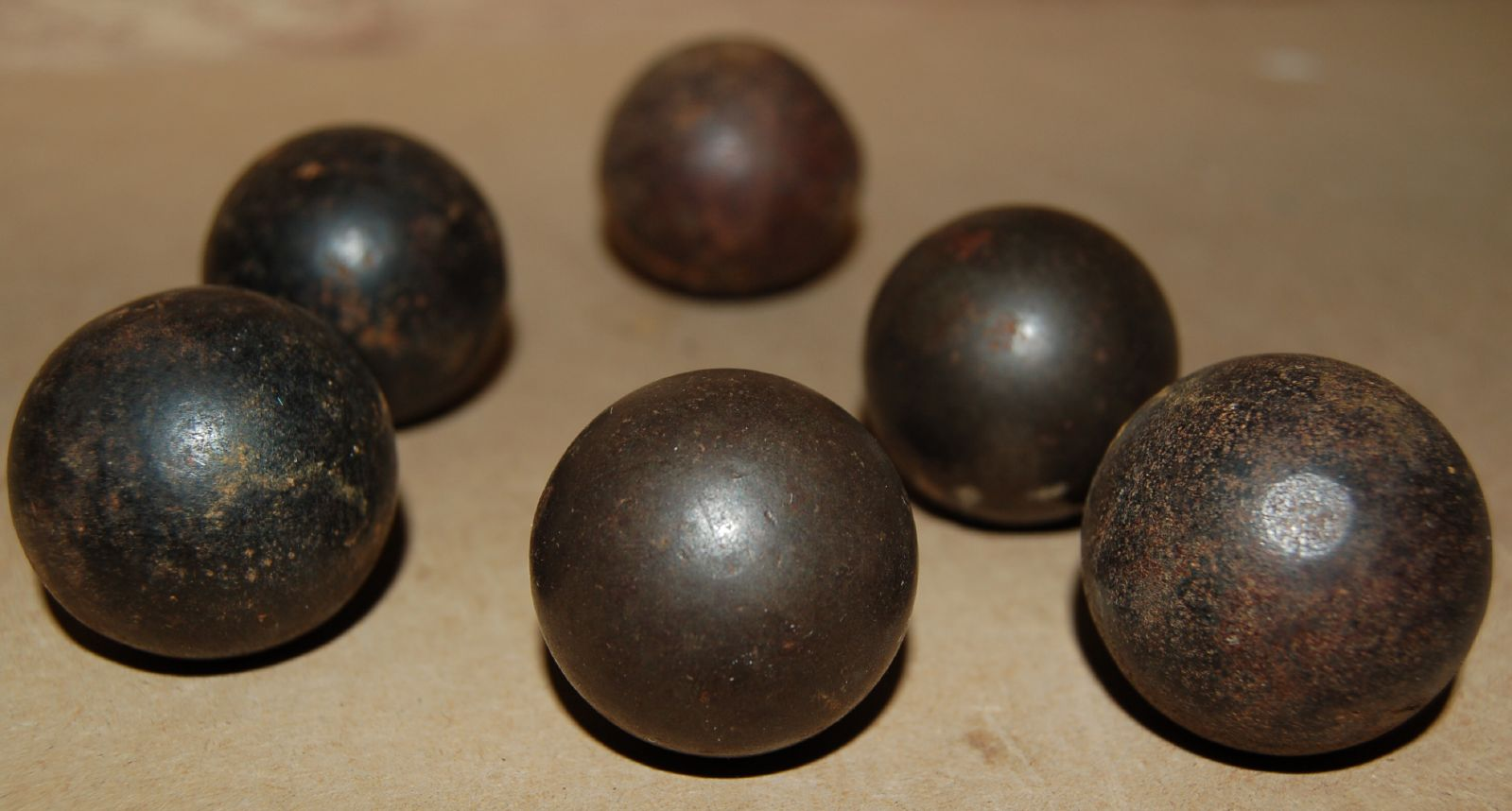
Balas de mosquete

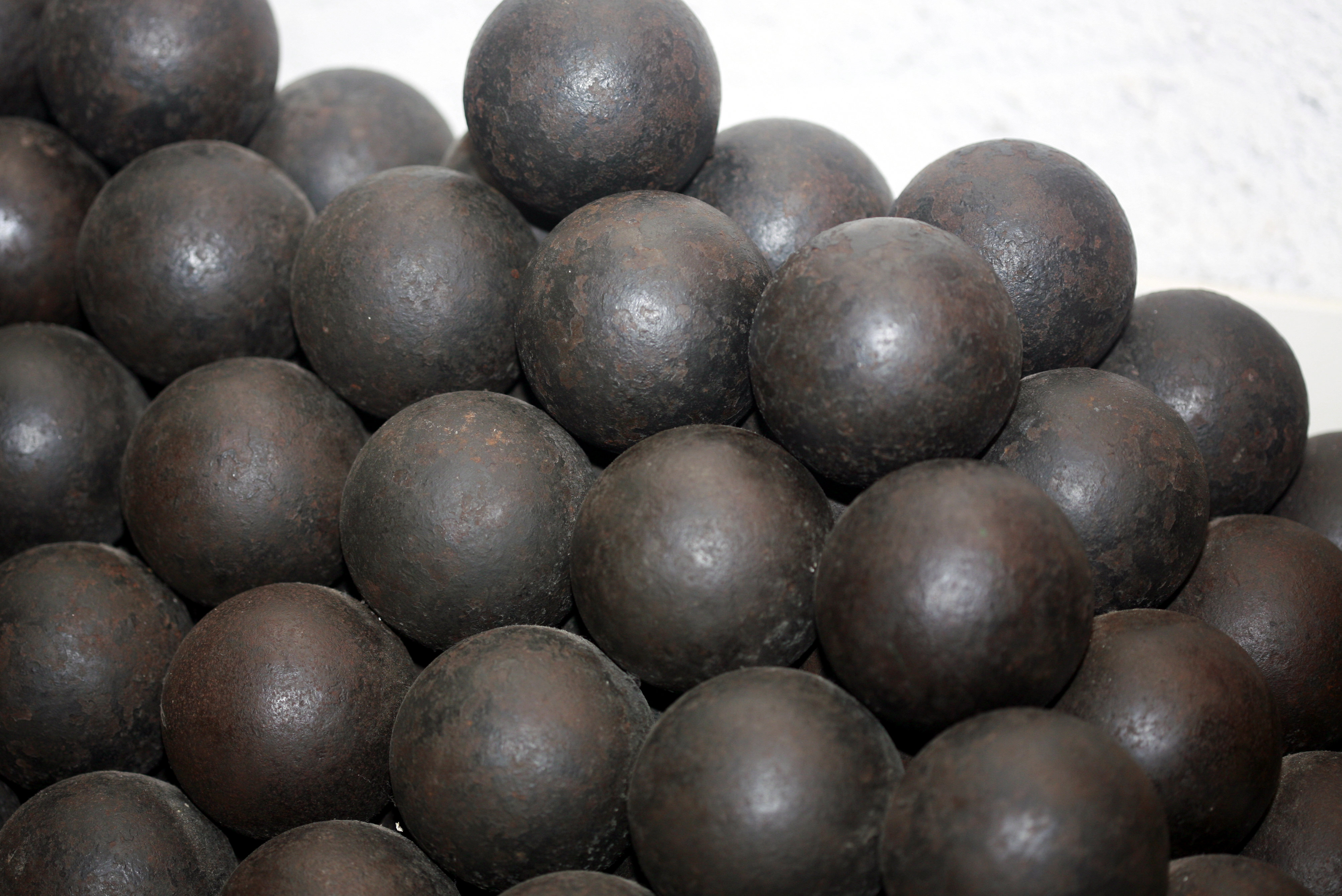
Balas de cañón

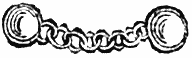
Bala encadenada

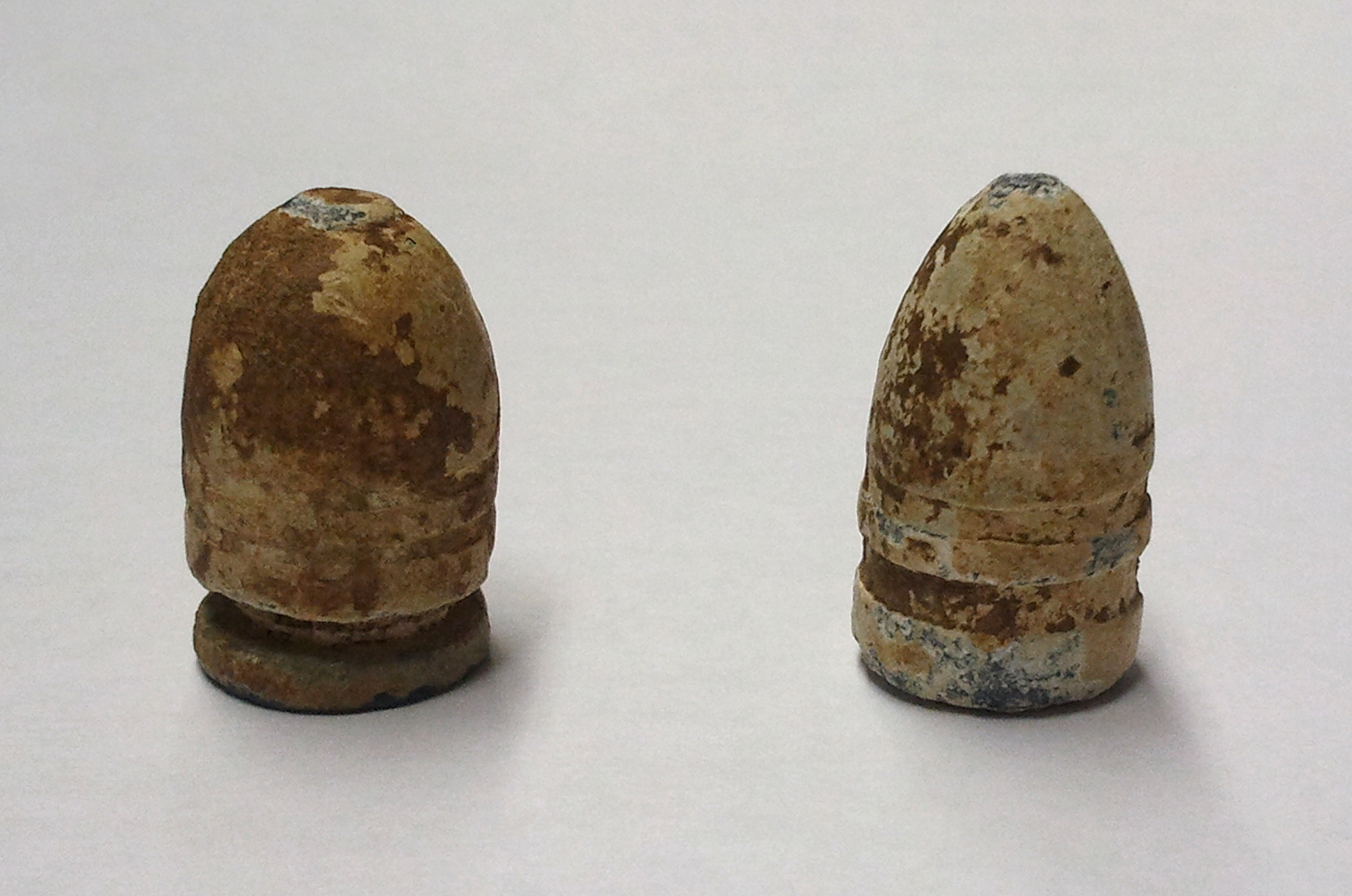
Balas cilindro-cónicas

- De cañón — La que dispara esta pieza de artillería.
- De fusil — La que esta arma arroja.

### Por su forma

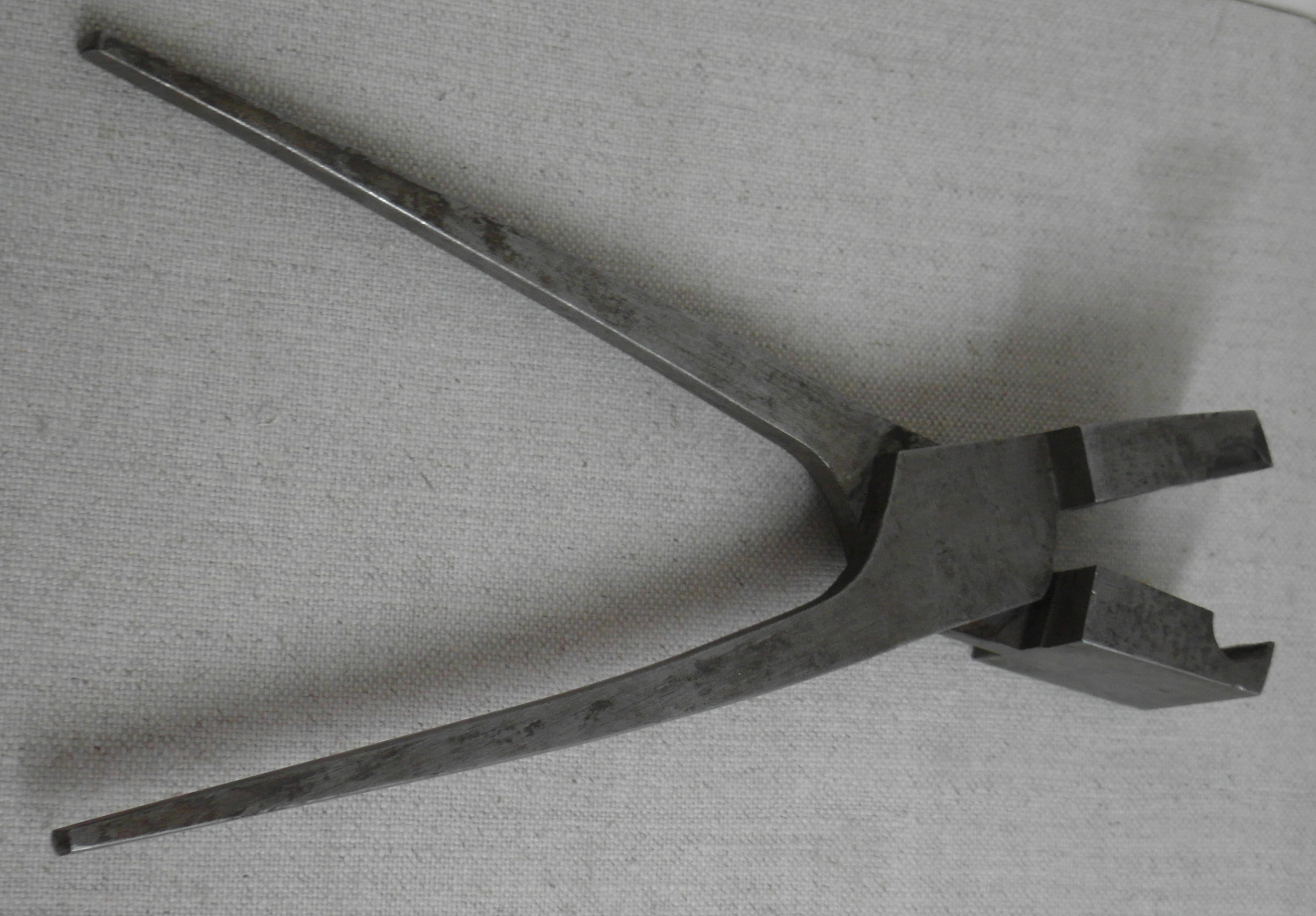
Turquesa para balas de plomo. Se trata de un molde en forma de tenaza para fabricar los proyectiles.

- Agujereada, cortada — Antiguamente lo mismo que mordida, la que, por mala intención del tirador para que hiciese más daño, perdía la forma esférica, mordiéndola efectivamente o agujereándola con un clavo
- Aplastada — La que cae después de chocar con un cuerpo duro, en el cual no penetra
- Batida, prensada, de molde. Hecha a martillo en frío, por oposición a la moldeada o fundida en turquesa
- De Flecha — En rigor toda bala que deja la forma esférica y marcha por las rayas de un cañón, toma el carácter de flecha. Sin embargo, se dio esta denominación a ciertos proyectiles largos y cilíndricos, como los de los americanos Stafford y Babes, destinados especialmente a obtener grandes penetraciones en blindajes y corazas de buques
- Caliente — La que lleva toda su fuerza inicial
- Cansada — Al contrario de la caliente, la fría, la que, por larga distancia ha perdido casi toda la fuerza con que sale de la boca del cañón
- Cilíndrico-cónica, cilindro-cónica, cilindro-ojival, cónica, ojival o elipsoidal — La que se emplea en carabinas rayadas de macho en la recámara. Se compone de una parte cilíndrica y de otra, cuya superficie se determina por la revolución alrededor de su eje de un arco ojival o casi elíptico; o si se quiere, es un cono imperfecto, con curvatura hacia el vértice o un semielipsoide muy puntiagudo, por lo cual toma sus diferentes nombres.
- De estrella — La que tenía esta figura
- De cuña — Semejante exteriormente a la ojival y empleada en las armas rayadas en 1867. Por dentro tiene un hueco en forma de cono truncado, en cuya base mayor que se halla en la parte cilíndrica de la bala, se ajusta un casquillo de hierro batido el cual, oprimido por la fuerza de la pólvora al inflamarse, entra forzado en dicho hueco y aumenta el diámetro exterior de la bala, obligándola a salir forzada, aunque entró holgada
- De palanqueta — Proyectil antiguo y desusado compuesto de dos balas unidas por una barra de hierro, de aplicación más general en la Marina para destruir velamen y cordaje
- De cadena o encadenada — Se distingue de la de palanqueta en que es una cadena y no una barra, la que une las dos balas gemelas
- Enramada — Más antigua que la de palanqueta, es análoga y sólo se distingue en que son medias balas y no enteras las que une la barra o cadena
- Ensalerada — La que está sujeta a la pieza de madera llamada salero
- Esférica — La antigua y perfectamente redonda, por oposición a las de otras figuras
- Maciza — En rigor, lo mismo que la esférica para distinguir la antigua de la moderna
- Fundida — La que se hace en molde o turquesa con metal líquido por oposición a la prensada en frío
- Holgada — La que entra por sí sola hasta la recámara, por oposición a la que antiguamente se llamaba Forzada
- Moldeada — De molde, que lo mismo puede ser prensada en frío que fundida
- Naranjera — La de trabuco, o fusil de mayor calibre que el ordinario
- Oblonga — La elipsoidal, la cilindro-cónica
- Prensada — La de plomo hecha en frío, por oposición a la fundida

### Por sus efectos
- Bala Minié — o de expansión. La que, por cualquier medio, de casquillos, aletas, tetones, se ensancha para entrar por las hélices o rayas del ánima
- De iluminación — Artificio de artillería que se dispara con cañones y obuses, arrojándose también a veces con la mano. Se reduce a una bola de mixto cubierta con lienzo fuerte bien cosido y reforzada con un entorchado de alambre, si se ha de tirar con piezas de artillería. Su objeto en las plazas es alumbrar de noche los trabajos del sitiador. También suele llamarse incendiaria cuando se destina a producir incendio.
- De metralla — La de hierro colado o batido, destinada a los botes de metralla y cuyo peso reglamentario varía según los calibres de las piezas
- De rebote — La que se dispara con cierta inclinación y carga, para que efectivamente dé botes en la tierra y en la superficie del agua
- Explosiva — La bala de fusil rellena de alguna sustancia explosiva para hacer mortal la más leve herida. Prohibida por la Declaración de San Petersburgo de 1868 en proyectiles de menos de 400 gramos de masa.
- Forjada — La de artillería, que no se hacen molde o fundida.
- Forzada — Era la que entraba en el cañón a fuerza de golpes con gruesa baqueta. Luego, con menos exactitud, fue la que, entrando holgada, se la forzaba a seguir las Rayas del ánima.
- Fría, cansada, muerta — La que viniendo de gran distancia ha perdido la mayor parte de la fuerza inicial y no causa herida sino contusión.
- Fulminante — Llevan este nombre genérico las que, al chocar con un cuerpo duro, estallan produciendo estrago.
- Hueca — Cuando la voz bala daba idea de una esfera siempre sólida, decir bala hueca, a diferencia de bomba o Granada, era significar bala de aviso o mensajera, proyectil que se había ahuecado para contener un papel con aviso o parte.
- Incendiaria, artificio o mixta de artillería preparada exclusivamente para incendiar.
- Mensajera o de aviso — La destinada en las plazas sitiadas a encerrar partes o avisos. Usadas ya en el siglo XVI, llevan una mecha para indicar el punto donde caen y poder ser recogidas.
- Roja — La de cañón, enrojecida al fuego de fragua o de hornillo especial. César habla, de bolas de arcilla enrojecida que los Galos tiraban con hondas y si se quiere mayor antigüedad, Tiro se defendió contra Alejandro, lanzando sobre sus trabajos de sitio hierro candente. Moritz-Meyer asegura muy formal que en Algeciras (1342) los árabes tiraban con bala roja: bastante parece con que las tirasen sin enrojecer. Según Decker también hubo bala roja en el sitio de Sacan (Silesia) de 1472. Dice Mézeray que en el sitio de Mézières (1521) Ce n' etaient que cannonades, que boulets enflammés pero no se sabe si eran balas rojas. Lo más admitido es atribuir la invención a los polacos en el sitio de Dantzik (1577) o en Polotsk (1580). Feuquiéres se lo atribuye a los prusianos que incendiaron a Stralsund con Bala Roja en 1678. Bardin dice que Luis XIV tiró en 1694 12 000 contra Bruselas. Se ha discutido largamente sobre lo moral de la bala roja, por los que discutían sobre el Derecho de gentes y Derecho de la guerra. También se discutió mucho sobre si era legal tirar con bala mordida, agujereada o que no tuviese forma esférica perfecta.
- Suelta — Puede significar lo que bala perdida o también bala que no está ensalerada o sujeta al cartucho, al saquete.

## Expresiones relacionadas
- Bala perdida o extraviada — Para el que la recibe en el cuerpo, no parece que pueda estar perdida una bala ni tampoco el que la tiró debe usar ese adjetivo, como en son de queja al no haberse perdido la bala, ni mucho menos. Es común la expresión fue una bala perdida, al hablar de un herido para indicar que estaba casi fuera de alcance, que el fuego era flojo o despreciable; en fin, una inoportunidad, de la bala en ir a herirle o del herido en ir a ponerse en la trayectoria de la bala. El adjetivo es algo burlesco.
- Bala en boca — Durante la laboriosa operación de la carga en los antiguos arcabuces y mosquetes, el soldado guardaba la bala en la boca, hasta el momento de introducirla en el cañón. Mucho después de inventado el cartucho y de sustituida la mecha por el pedernal, quedó este modismo técnico para expresar en las capitulaciones, que se salía de la plaza o puesto rendido, con los honores de la guerra: lo que se dice Con Armas y Bagajes o más bien, Tambor Batiente y Banderas Desplegadas.
- Bala rasa — Modismo antiguo para significar que la artillería disparaba sólo con bala y no con metralla o granada.